# Marginellidae
Marginellidae es una familia taxonómica de caracoles marinos gasterópodos, a menudo pequeños y coloridos. 

## Taxonomía
Clasificar la familia Marginellidae ha sido durante mucho tiempo confuso. Muchas obras populares todavía tratan a todos los miembros de esta familia bajo el único género Marginella, basándose mayormente en las características superficiales del caparazón.
Aunque existen muy buenos caracteres diferenciales dentro de este grupo, estos generalmente fueron malinterpretados o no reconocidos como significativos. La información que existía sobre las rádulas y la anatomía externa de los animales vivos estaba muy dispersa en la literatura científica, y las descripciones anatómicas internas no estuvieron disponibles hasta hace relativamente poco tiempo.
En 2019, se estableció una nueva filogenia molecular de gasterópodos margineliformes por Fedosov AE, Caballer Gutierrez M., Buge B., Sorokin PV, Puillandre N., Bouchet P. 

## Descripción del caparazón
El caparazón de las marginellas suele ser pequeño, pero varía en diferentes especies. El color externo del caparazón puede ser blanco, crema, amarillo, naranja, rojo o marrón, aunque puede tener un color uniforme o patrón. La protoconcha es paucispiral. El labio del caparazón está engrosado y puede ser liso o denticulado. Puede haber una variz externa o no, y una muesca sifonal puede estar presente o no. La columela puede poseer de 2 a 6 plicaturas. No se encuentra opérculo en esta familia.

## Géneros
- Subfamilia Austroginellinae GA Coovert y HK Coovert, 1995

- Alaginella Laserón, 1957
- Austroginella Laserón, 1957
- Caribeginella Espinosa & Ortea, 1998
- Hidroginella Laserón, 1957
- Marigordiella Espinosa & Ortea, 2010
- Mesoginella Laserón, 1957
- Ovaginella Laserón, 1957
- Protoginella Laserón, 1957
- Serrata Jousseaume, 1875

- Subfamilia Marginellinae Fleming, 1828

- Dentimargo Cossmann, 1899
- Eratoidea Weinkauff, 1879
- Gibbacousteau Espinosa y Ortea, 2013
- Glabela Swainson, 1840
- Marginella Lamarck, 1799
- Nudifaba Eames, 1952 †
- Stazzania Sacco, 1890 †

- Subfamilia Pruninae GA Coovert y HK Coovert, 1995

- Balanetta Jousseaume, 1875
- Bullata Jousseaume, 1875
- Closia Gris, 1857
- Criptospira Hinds, 1844
- Hyalina Schumacher, 1817
- Mirpurina Ortea, Moro & Espinosa, 2019
- Prunum Herrmannsen, 1852
- Rivomarginella Brandt, 1968
- Volvarina Hinds, 1844

Subfamilia Incertae sedis
- Demissa Boyer, 2016

## Sinónimos
- Granulininae GA Coovert & HK Coovert, 1995 : sinónimo de Granulinidae GA Coovert & HK Coovert, 1995 (rango original)
- Marginelloninae Coan, 1965: sinónimo de Marginellonidae Coan, 1965 (rango original)
- Carinaginella Laseron, 1957 : sinónimo de Alaginella Laseron, 1957
- Cassoginella Laseron, 1957 †: sinónimo de Alaginella Laseron, 1957
- Deviginella Laseron, 1957 : sinónimo de Mesoginella Laseron, 1957
- Haloginella Laseron, 1957 : sinónimo de Serrata Jousseaume, 1875
- Neptoginella Laseron, 1957 : sinónimo de Hydroginella Laseron, 1957
- Pillarginella Gabriel, 1962: sinónimo de Hydroginella Laseron, 1957
- Plicaginella Laseron, 1957 : sinónimo de Austroginella Laseron, 1957
- Serrataginella GA Coovert & HK Coovert, 1995 : sinónimo de Serrata Jousseaume, 1875
- Sinuginella Laseron, 1957 : sinónimo de Mesoginella Laseron, 1957
- Spiroginella Laseron, 1957 : sinónimo de Mesoginella Laseron, 1957
- Triginella Laseron, 1957 : sinónimo de Alaginella Laseron, 1957
- Cucumis "Klein": sinónimo de Marginella Lamarck, 1799 (nombre no disponible)
- Faba P. Fischer, 1883 : sinónimo de Glabella Swainson, 1840 (sinónimo objetivo de Glabella)
- Longinella Laseron, 1957 : sinónimo de Dentimargo Cossmann, 1899 (preocupado por Longinella Gros & Lestage, 1927 [Ephemeroptera])
- Marginellarius Duméril, 1805 : sinónimo de Marginella Lamarck, 1799
- Marginellus Montfort, 1810 : sinónimo de Marginella Lamarck, 1799 (enmienda injustificada de Marginella)
- Porcellana Gray, 1847 : sinónimo de Marginella Lamarck, 1799 (inválido: homónimo menor de Porcellana Lamarck, 1801 [Crustacea])
- Pseudomarginella Maltzan, 1880 : sinónimo de Marginella Lamarck, 1799
- Volvarinella Habe, 1951 : sinónimo de Dentimargo Cossmann, 1899
- Egouana : sinónimo de Egouena Jousseaume, 1875 : sinónimo de Prunum Herrmannsen, 1852 (no válido: ortografía original alternativa incorrecta)
- Egouena Jousseaume, 1875 : sinónimo de Prunum Herrmannsen, 1852
- Gibberulina Monterosato, 1884 : sinónimo de Bullata Jousseaume, 1875
- Leptegouana Woodring, 1928 : sinónimo de Prunum Herrmannsen, 1852
- Porcellanella Conrad, 1863 †: sinónimo de Prunum Herrmannsen, 1852 (inválido: homónimo menor de Porcellanella White, 1852 [Crustacea]. )
- Volutella Swainson, 1831 : sinónimo de Bullata Jousseaume, 1875 (no válido: homónimo menor de Volutella Perry, 1810 [Vasidae])

## Otras lecturas
- Adams, Henry and Arthur Adams 1853. In: 1853-1858. The genera of Recent Mollusca; arranged according to their organization. John van Voorst, London. 3 vols [1:vi-xl, 1-484; 2:1-661; 3:pls. 1-138].
- Barnard, Keppel Harcourt

1962. Un nuevo género de la familia Marginellidae. Actas de la Sociedad Malacológica de Londres 35(1):14-15.
1963. La posición familiar de Afrivoluta pringlei Tomlin. La Revista de Conchología 25(5):198-199.
- Clover, Philip 1974. A new species of Cypraea from West Africa and three new species of Marginellidae from the Indian Ocean. The Journal of Conchology 28(4):213-216, pl.8.
- Coan, Eugene 1965. A proposed reclassification of the family Marginellidae. The Veliger 7(3):184-189
- Coan, Eugene and Barry Roth

1966. Los Marginellidae de América Occidental. El Veliger 8(4): 276-299, pls. 48-51.
1976. Estado del género Hyalina Schumacher, 1817 (Mollusca: Gastropoda). Revista de estudios de las Molucas 42(2):217-222.
- Cooke, Alfred Hands 1922. On the pseudo-genus Pseudomarginella, v. Maltzan. Proceedings of the Malacological Society of London15(1):3-5.
- Coomans, H. E.

1969a. Sobre la identidad de Criptospira glauca y la relacionada Cryptospira ventricosa, (Gastropoda: Marginellidae). Basteria 33(5-6):85-92.
1969b. Notas sobre Marginella spryi . Basteria 39(1-2):23-27.
1975. Marginella orstomi . Una nueva especie de aguas más profundas frente a la costa de África occidental (gastropoda, Marginellidae). Boletín del Museo Zoológico, Universiteit von Amsterdam vol.4 No.12
- Coomans, H. E. and Philip Clover 1972. The genus Rivomarginella (Gastropoda, Marginellidae). Beaufortia 20(263):69-75.
- Coovert, Gary A.

1986a. Tipo lista de especies. Marginella Marginalia 1(1):1-3.
1986b. Nombres genéricos de grupos. Marginella Marginalia 1(2):5-7.
1987a. El género Afrivoluta y una revisión de la especie tipo Afrivoluta pringlei Tomlin, 1947. Marginella Marginalia 2(1):1-8.
1987b. Adenda al artículo de Afrivoluta . Marginella Marginalia 2(6):39
1987c. Uso adecuado de los nombres genéricos Haloginella, Hyalina y Volvarina con diagnóstico del género Haloginella . Marginella Marginalia 3(1):1-7
1987d. La anatomía externa de dos especies de Caribbean Marginellidae. Marginella Marginalia 3(5):33-37.
1988a. Especies tipo de los géneros Austroginella y Mesoginella y sus sinónimos. Marginella Marginalia 4(2/3):9-26.
1988b. Marginellidae de Florida, Parte II. Prunum succinea con una discusión sobre Prunum y Volvarina . Marginella Marginalia 4(5)_35-42, pl. 1.
- Cossmann, Alexandre Édouard Maurice 1899. Essaid e paléonconchologie comparée. Cossmann, Paris. Vol. 3, 201 p., pls. 1-8.
- Fischer, Paul 1883 . In: 1880-1887. Manuel de conchyologie et de paléontologie conchyologique ou histoire naturelle des mollusques vivantes et fossiles. Libraire F. Savy, Paris. Vol. 2(fascicule 6):513-608, 1883.
- Gofas, Serge 1989. Le genre Volvarina (Marginellidae) dans la Mediterranée et l´Atlantique du nord est. Bolletino Malacologico 25(5-8):159-182.
- Gofas, Serge and Francisco Fernandes

1988. Los marginélidos de Santo Tomé, África Occidental. Journal of Conchology 33(1):1-30, pls. 1-2.
1992. Los Marginellidae de Angola: El género Volvarina . La Revista de Conchología 34(4):187-198
1994. Los Marginellidae de Angola: el género Marginella . Revista de Conchología 35:103-119
- Gray, John Edward 1847. A list of the genera of Recent Mollusac, their synonyma and types. Proceedings of the Zoological Society of London, 1847 pt.15[=17]:129-219.
- Harasewych, M. G. and Y. I. Kantor 1991. Rediscovery of Marginellona gigas (Martens, 1904), with notes on the anatomy and systematic position on the subfamily Marginelloninae (Gastropoda: Marginellidae). Nemouria 37:1-19.
- Hinds, Richard Brinsley 1844. Descriptions of Marginellae collected during the voyage of H.M.S. Sulphur, and from the collection of Mr. Cuming. Proceedings of the Zoological Society of London, 1844 pt. 12[= vol. 14].72-77.
- Jousseaume, Felix P. 1875. Coquilles de la famille des marginelles. Monographie. Revue et Magasin de Zoologie, ser.3, 3:164-271, 429-435, pls. 7-8. [Also issued separately, pp. 1–115, pls. 7-8].
- Laseron, Charles F. 1957. A new classification of the Australian Marginellidae (Mollusca), with a review of species from the Solanderian and Dampierian zoogeographical provinces. Australian Journal of Marine and Freshwater Research 8(3):274-311.
- Redfield, John H.

1852. Descripción de nuevas especies de Marginella, con notas sobre diversas especies de Marginella y Cypraea . Anales del Liceo de Historia Natural de Nueva York 5:224-228.
1870. Catálogo de las especies conocidas, recientes y fósiles, de la familia Marginellidae. Revista americana de Concholoigy 6(2):215-269.
- Reeve, Lovell Augustus 1864-1865. Monograph of the genus Marginella. In; Chonchologia Iconica: or illustration of the shells of molluscous animals. Vol. 15, pls. 2-13 [Aug. 1864], pls. 1,14-27, index, errata [Jan. 1865].
- Sohl, N. F. 1963. New gastropod genera from the late Upper Cretaceous of East Gulf Coastal * Sowerby, George Brettingham II 1846. Monograph of the genus Marginella. In: Thesaurus Conchyliorum, or figures and descriptions of Recent Shells. Sowerby, London. Vol 1(7):239-406, pls.68-78.
- The Academy of Natural Sciences. A Database of Western Atlantic Marine Mollusca
- Thiele, Johannes 1904. Pt. B, Anatomisch-systematische untersuchungen einiger Gastropoden, pp. 147–180, pls. 6-9. In: Martens and Thiele. Die beschalten Gastropoden der deutscen Tiefsee-Expedition 1898-1899.
- Tomlin, John Reed le Brockton 1947. A new South African volutid. The Journal of Conchology 22(10):244-245
- Weinkauff, Henrich Conrad 1878-1879. Die gattungen Marginella und Erato In: Systematisches Conchylien-Cabinet von Martini und Cheminitz. 2nd ed. Bauer and Raspe, Nürnberg. Vol. 5(4):1-166, pls. 1-26.
- Coovert GA y Coovert HK (1995) Revisión de la clasificación supraespecífica de gasterópodos margineliformes. El Nautilus 109(2-3): 43-110
- Fedosov AE, Caballer Gutiérrez M., Buge B., Sorokin PV, Puillandre N., Bouchet P. (2019 [ 20 de septiembre ] ). Mapeo de la rama faltante en el árbol de la vida de los neogasterópodos: filogenia molecular de los gasterópodos margineliformes. Revista de estudios de moluscos
- SOARES JR, PAULINO JOSÉ y Luiz Ricardo L. Simone. "Análisis cladístico de la familia Marginellidae (Mollusca, Gastropoda) basado en características fenotípicas". Zootaxa 4648.2 (2019): 201-240.

- Datos: Q2815230
- Multimedia: Marginellidae / Q2815230
- Especies: Marginellidae